# Spiraserpula karpatensis
Spiraserpula karpatensis är en ringmaskart som beskrevs av Pillai och Ten Hove 1994. Spiraserpula karpatensis ingår i släktet Spiraserpula och familjen Serpulidae. Inga underarter finns listade i Catalogue of Life.